# (3695) Fiala
(3695) Fiala est un astéroïde de la ceinture principale.

## Description
(3695) Fiala est un astéroïde de la ceinture principale. Il fut découvert le 21 octobre 1973 à la station Anderson Mesa par Henry Lee Giclas. Il présente une orbite caractérisée par un demi-grand axe de 2,35 UA, une excentricité de 0,23 et une inclinaison de 7,4° par rapport à l'écliptique.

## Compléments